# Дар (Секретные материалы)
«Дар» (англ. «The Gift (The X-Files)») — 11-й эпизод 8-го сезона сериала «Секретные материалы». Премьера состоялась 4 февраля 2001 года на телеканале FOX. Эпизод принадлежит к типу «монстр недели» и одновременно позволяет более подробно раскрыть так называемую «мифологию сериала», заданную в пилотной серии. 
Режиссёр — Ким Мэннэрс, автор сценария — Фрэнк Спотниц, приглашённые звёзды — Том Брэйдвуд, Дин Хэгланд, Брюс Харвуд, Митч Пиледжи, Каролин Лагерфельт, Майкл Макгрейди, Джордан Мардер, Натали Редфорд и Джастин Уильямс.
В США серия получила рейтинг домохозяйств Нильсена, равный 8,8, который означает, что в день выхода серию посмотрели 14,6 миллионов человек.
Главные герои серии — Дана Скалли (Джиллиан Андерсон) и её новый напарник Джон Доггетт (Роберт Патрик), агенты ФБР, расследующие сложно поддающиеся научному объяснению преступления, называемые «Секретными материалами».

## Сюжет
Доггетт натыкается на старое дело о целителе-«пожирателе душ», которое, как он надеется, прольет свет на исчезновение Малдера. Серия флэшбеков показывает, что Малдер, умирая от болезни мозга, которую он получил после воздействия инопланетного артефакта, обратился к этому целителю за год до событий эпизода. Но увидев, как он страдает, отказался от его помощи. В ходе расследования Доггетта убивает местный шериф, но пожиратель душ поглощает его смерть и умирает, воскрешая Доггетта в процессе.